# Habiba Ghribi
Habiba Ghribi, född den 9 april 1984 i Kairouan, är en tunisisk friidrottare som tävlar i hinderlöpning.
Ghribi deltog vid VM 2005 i Helsingfors men tog sig inte vidare till finalen. Vid Afrikanska mästerskapen 2006 blev hon silvermedaljör på 3 000 meter hinder. Hon deltog även vid Olympiska sommarspelen 2008 där hon slutade på trettonde plats på tiden 9.36,43.

## Personliga rekord
- 3 000 meter hinder - 9.05,36